# Fugitivas, en busca de la libertad
Fugitivas, en busca de la libertad es una telenovela mexicana producida por Lucero Suárez para TelevisaUnivision en 2024. La telenovela está basada en la historia chilena de 2016 creado por Diego Muñoz, Preciosas, siendo adaptado por Lucero Suárez y Jimena Merodio. Se estrenó a través de Las Estrellas el 1 de julio de 2024 en sustitución de El amor no tiene receta, y finalizó el 18 de octubre del mismo año siendo reemplazado por Papás por conveniencia.
Está protagonizada por Daniela Álvarez, Sachi Tamashiro, Rocío de Santiago, Marlene Kalb, Arap Bethke y Erika Buenfil.

## Trama
Lorena Martínez (Daniela Álvarez) es condenada injustamente a 45 años en prisión luego de ser acusada del asesinato de Juan Pablo, un hombre mentiroso e hipócrita que orilla a Lorena a ser su aliada en sus múltiples infidelidades. Su juicio es manipulado con pruebas falsas, ya que el verdadero asesino buscaba un culpable. 
En el reclusorio, Lorena conoce a Lissette Parra (Rocío de Santiago), Frida Segovia (Sachi Tamashiro) y Montserrat Torres (Marlene Kalb), que inician una relación conflictiva. Juntas urden una excelente estrategia para debilitar a los guardias del penal y escapan en una noche de Año Nuevo con varias reclusas más, ayudadas por Martha Pineda “La Superiora” (Erika Buenfil).
Inmediatamente se convierten en las prófugas más buscadas del país. El caso le es asignado al fiscal Ismael Domínguez (Juan Martín Jáuregui), un interés amoroso de Lorena, a la que deja abandonada en prisión tras creer firmemente que asesinó a su mejor amigo, Juan Pablo.
Estas aliadas atravesarán diferentes peligros para evadir la justicia, escapando a varios lugares con ayuda de varios personajes, cambiando su apariencia y apoyándose mutuamente logrando una gran hermandad. Lorena, en específico, luchará ante la adversidad para demostrar su inocencia con la ayuda de Alejandro Castillo (Arap Bethke), un hombre que le devolverá la posibilidad de futuro.

## Reparto

### Principales
- Arap Bethke como Alejandro Castillo «El Abogado»
- Erika Buenfil como Martha Pineda «La Superiora»
- César Évora como Patricio Rojas «El Comandante»
- Juan Martín Jáuregui como Ismael Domínguez «El Fiscal»
- Arturo Carmona como Nicolás Arteaga «El Policía»
- Daniela Álvarez como Lorena Martínez «La Martillo»
- Guillermo Quintanilla como Arturo Márquez
- María Alicia Delgado como Charo Hernández
- Sachi Tamashiro como Frida Segovia
- Edsa Ramírez como Amanda Rojas
- Rocío de Santiago como Lisset Parra
- Marlene Kalb como Montserrat «Montse" Torres
- Chris Pazcal como Darío Estrada
- Paulette Hernández como Florencia Márquez
- Flor Martino como Verónica Linares [5]
- Aldo Guerra como Erick Sotomayor
- Luz Edith Rojas como Sofía
- Gema Garoa como Carmen López / Perla
- Edward Castillo como Vicente Márquez
- Michelle Pellicer como Gabriela Martínez
- Alex Carabias como Matías Estrada

### Recurrentes e invitados especiales
- Sugey Ábrego
- Carlos Guerra como Juan Pablo Correa
- Dari Romo
- Ana Patricia Rojo como Esther Suárez[6]
- Adriana Moles como Elsa Morales
- Ana Karen Parra como Paola Farfán

## Episodios
| N.º | Título                                                 | Fecha de emisión original | Audiencia (millones) |
| --- | ------------------------------------------------------ | ------------------------- | -------------------- |
| 1   | «Lorena es condenada»                                  | 1 de julio de 2024        | 3.22                 |
| 2   | «Si te vas a fugar, me voy contigo»                    | 2 de julio de 2024        | 2.88                 |
| 3   | «¿Tiene una razón personal para capturar a Lorena?»    | 3 de julio de 2024        | 2.87                 |
| 4   | «Voy a demostrar tu inocencia»                         | 4 de julio de 2024        | 2.90                 |
| 5   | «¿Me engañaste con Lorena Martínez?»                   | 5 de julio de 2024        | 2.74                 |
| 6   | «Eres maravillosa»                                     | 8 de julio de 2024        | 3.01                 |
| 7   | «Así que te llamas Estrella y tú Carmen»               | 9 de julio de 2024        | 2.93                 |
| 8   | «Nunca más me vuelvas a buscar»                        | 10 de julio de 2024       | 2.91                 |
| 9   | «¿Qué te pasa con Lorena Martínez?»                    | 11 de julio de 2024       | 3.09                 |
| 10  | «¿Será su amante?»                                     | 12 de julio de 2024       | 2.33                 |
| 11  | «¿Quién tiene ese celular?»                            | 15 de julio de 2024       | 2.69                 |
| 12  | «Tengo muchas ganas de tener un hijo contigo»          | 16 de julio de 2024       | 2.50                 |
| 13  | «Siento que Lorena no significó nada en tu vida»       | 17 de julio de 2024       | 2.83                 |
| 14  | «No quiero volver a verte»                             | 18 de julio de 2024       | 2.64                 |
| 15  | «Te quise como a nadie en mi vida»                     | 19 de julio de 2024       | 2.58                 |
| 16  | «Lo mejor es que me vaya»                              | 22 de julio de 2024       | 2.76                 |
| 17  | «Ya no puedo confiar en ti»                            | 23 de julio de 2024       | 2.76                 |
| 18  | «Estás fuera del caso»                                 | 24 de julio de 2024       | 2.84                 |
| 19  | «Florencia era la amante de Juan Pablo»                | 25 de julio de 2024       | 2.43                 |
| 20  | «¿De dónde sacaste que ella era amante de Juan Pablo?» | 26 de julio de 2024       | 2.37                 |
| 21  | «¿Lorena está en la Ciudad de México?»                 | 29 de julio de 2024       | 2.79                 |
| 22  | «La voy a defender hasta el final»                     | 30 de julio de 2024       | 2.73                 |
| 23  | «Ya no confío en ti»                                   | 31 de julio de 2024       | 2.32                 |
| 24  | «Me encontré con Esther Suárez»                        | 1 de agosto de 2024       | 2.56                 |
| 25  | «Se están escondiendo en un sitio público»             | 2 de agosto de 2024       | 2.42                 |
| 26  | «Ismael y el comandante están aquí»                    | 5 de agosto de 2024       | 2.58                 |
| 27  | «La seguridad de todos está en tus manos»              | 6 de agosto de 2024       | 2.78                 |
| 28  | «Me encantaría volver a verte»                         | 7 de agosto de 2024       | 2.98                 |
| 29  | «Con las judas no me peleo»                            | 8 de agosto de 2024       | 2.47                 |
| 30  | «Van anular tu juicio»                                 | 9 de agosto de 2024       | 2.40                 |
| 31  | «Vas a pagar por todo»                                 | 12 de agosto de 2024      | 2.70                 |
| 32  | «Lorena Martinez quedas detenida»                      | 13 de agosto de 2024      | 2.20                 |
| 33  | «Vete al diablo Ismael Dominguez»                      | 14 de agosto de 2024      | 2.50                 |
| 34  | «Arturo Márquez tiene que estar tras las rejas»        | 15 de agosto de 2024      | 2.70                 |
| 35  | «No digas algo que no quiero escuchar»                 | 16 de agosto de 2024      | 2.30                 |
| 36  | «Nunca podré demostrar mi inocencia»                   | 19 de agosto de 2024      | 2.50                 |
| 37  | «Me vuelvo a sentir feliz»                             | 20 de agosto de 2024      | 2.40                 |
| 38  | «Nos encontraron»                                      | 21 de agosto de 2024      | 2.60                 |
| 39  | «Estoy harta de tus desprecios»                        | 22 de agosto de 2024      | 2.60                 |
| 40  | «Sus identificaciones»                                 | 23 de agosto de 2024      | 2.50                 |
| 41  | «¿Qué tienes que ver con Vilchis?»                     | 26 de agosto de 2024      | 2.50                 |
| 42  | «No me subestimes»                                     | 27 de agosto de 2024      | 2.70                 |
| 43  | «¿Dónde está Vilchis?»                                 | 28 de agosto de 2024      | 2.60                 |
| 44  | «¿Es tu hijo?»                                         | 29 de agosto de 2024      | 2.80                 |
| 45  | «Lo mejor es que nos separemos»                        | 30 de agosto de 2024      | 2.64                 |
| 46  | «Urge localizar a Lorena»                              | 2 de septiembre de 2024   | 2.65                 |
| 47  | «¿Cuánto tiempo te queda de vida?»                     | 3 de septiembre de 2024   | 2.66                 |
| 48  | «Hermanita ya estoy aquí»                              | 4 de septiembre de 2024   | 2.53                 |
| 49  | «Nunca vas a poder contra nosotros»                    | 5 de septiembre de 2024   | —                    |
| 50  | «¿Sabías que Yulissa se escapó de la cárcel?»          | 6 de septiembre de 2024   | 2.53                 |
| 51  | «Voy a llamar a la policía»                            | 9 de septiembre de 2024   | 2.59                 |
| 52  | «No las voy a denunciar»                               | 10 de septiembre de 2024  | 2.51                 |
| 53  | «Reportaron a una prófuga en la clínica 34»            | 11 de septiembre de 2024  | 2.51                 |
| 54  | «Tu bebita ya va a nacer»                              | 12 de septiembre de 2024  | 2.60                 |
| 55  | «Los Márquez son malos»                                | 13 de septiembre de 2024  | 2.45                 |
| 56  | «¡Estás embarazada!»                                   | 16 de septiembre de 2024  | 2.36                 |
| 57  | «Lorena Martínez»                                      | 17 de septiembre de 2024  | 2.68                 |
| 58  | «Estamos perdidos»                                     | 18 de septiembre de 2024  | 2.58                 |
| 59  | «Tienes que alejarte de Vicente, estás en peligro»     | 19 de septiembre de 2024  | 2.68                 |
| 60  | «¡Policía, no te muevas!»                              | 20 de septiembre de 2024  | 2.49                 |
| 61  | «Estaremos los tres como una familia»                  | 23 de septiembre de 2024  | 2.72                 |
| 62  | «¿Tú hija está aquí?»                                  | 24 de septiembre de 2024  | 2.41                 |
| 63  | «¡Vamos a ser papás!»                                  | 25 de septiembre de 2024  | 2.57                 |
| 64  | «Necesito que seas honesto»                            | 26 de septiembre de 2024  | 2.40                 |
| 65  | «Te agradezco una vez más tu apoyo»                    | 27 de septiembre de 2024  | 2.67                 |
| 66  | «Perdóname por no haber creído en ti»                  | 30 de septiembre de 2024  | 2.95                 |
| 67  | «No voy a permitir que me arrebates a mi hijo»         | 1 de octubre de 2024      | 2.69                 |
| 68  | «¡Fue detenida Frida Segovia!»                         | 2 de octubre de 2024      | 2.79                 |
| 69  | «¡No vuelva a buscarme!»                               | 3 de octubre de 2024      | 2.84                 |
| 70  | «¡Te odiaba profundamente!»                            | 4 de octubre de 2024      | 2.82                 |
| 71  | «Eso nos confirma que fue Arturo Márquez»              | 7 de octubre de 2024      | 2.73                 |
| 72  | «Hoy no la cuentas»                                    | 8 de octubre de 2024      | 3.00                 |
| 73  | «Está metida en la boca del lobo»                      | 9 de octubre de 2024      | 2.78                 |
| 74  | «¡Reconozca que eliminó a Juan Pablo!»                 | 10 de octubre de 2024     | —                    |
| 75  | «La recompensa convierte la situación en una cacería»  | 11 de octubre de 2024     | 2.92                 |
| 76  | «La vi en un bar llamado Oasis»                        | 14 de octubre de 2024     | 2.80                 |
| 77  | «¡Nos descubrieron!»                                   | 15 de octubre de 2024     | 3.01                 |
| 78  | «¡Soy Montserrat Torres y vengo a entregarme!»         | 16 de octubre de 2024     | 3.10                 |
| 79  | «¡Lorena no vengas!»                                   | 17 de octubre de 2024     | 2.88                 |
| 80  | «¡Soy muy feliz!»                                      | 18 de octubre de 2024     | 3.11                 |

Nota
1. ↑  Este episodio se pre-estrenó el 28 de junio de 2024 a través de Vix, la página, app y redes sociales oficiales —incluido el canal de Youtube y cuenta oficial de Facebook— de Las Estrellas.[8]

## Producción

### Desarrollo
En diciembre de 2023, se reportó que Lucero Suárez estaría realizando una adaptación de la telenovela chilena Preciosas de 2016, cuyo título provisional fue Profugas. El rodaje comenzó el 26 de febrero de 2024. Ese mismo día, se confirmó Fugitivas, en busca de la libertad como el título oficial de la telenovela.

### Selección de reparto
Inicialmente, Scarlet Gruber fue considerada inicialmente para uno de los cuatro papeles protagónicos, pero finalmente declinó el proyecto. El 26 de febrero de 2024, Sachi Tamashiro, Daniela Álvarez, Rocío de Santiago y Marlene Kalb fueron confirmadas en los papeles principales, anunciándose también el resto del reparto.

## Audiencias
| Temporada | Horario (CT)                     | Episodios | Primera emisión    | Primera emisión      | Última emisión        | Última emisión       | Prom. de espectadores (millones) |
| Temporada | Horario (CT)                     | Episodios | Fecha              | Audiencia (millones) | Fecha                 | Audiencia (millones) | Prom. de espectadores (millones) |
| --------- | -------------------------------- | --------- | ------------------ | -------------------- | --------------------- | -------------------- | -------------------------------- |
| 1         | Lunes a viernes 20:30 - 21:30 h. | 80        | 1 de julio de 2024 | 3.22                 | 18 de octubre de 2024 | 3.11                 | 2.7                              |